# Lojze Grozde
Lojze Grozde (pronunciado: lójze grozdé) (nacido el 27 de mayo de 1923 en Zgornje Vodale  cerca de Mokronog – fallecido el 1 de enero de 1943) fue un laico católico de Eslovenia, miembro de la Acción Católica. Fue torturado y asesinado por partisanos yugoslavos. La Iglesia católica lo beatifica el 13 de junio de 2010 siendo Papa Benedicto XVI.

## Biografía

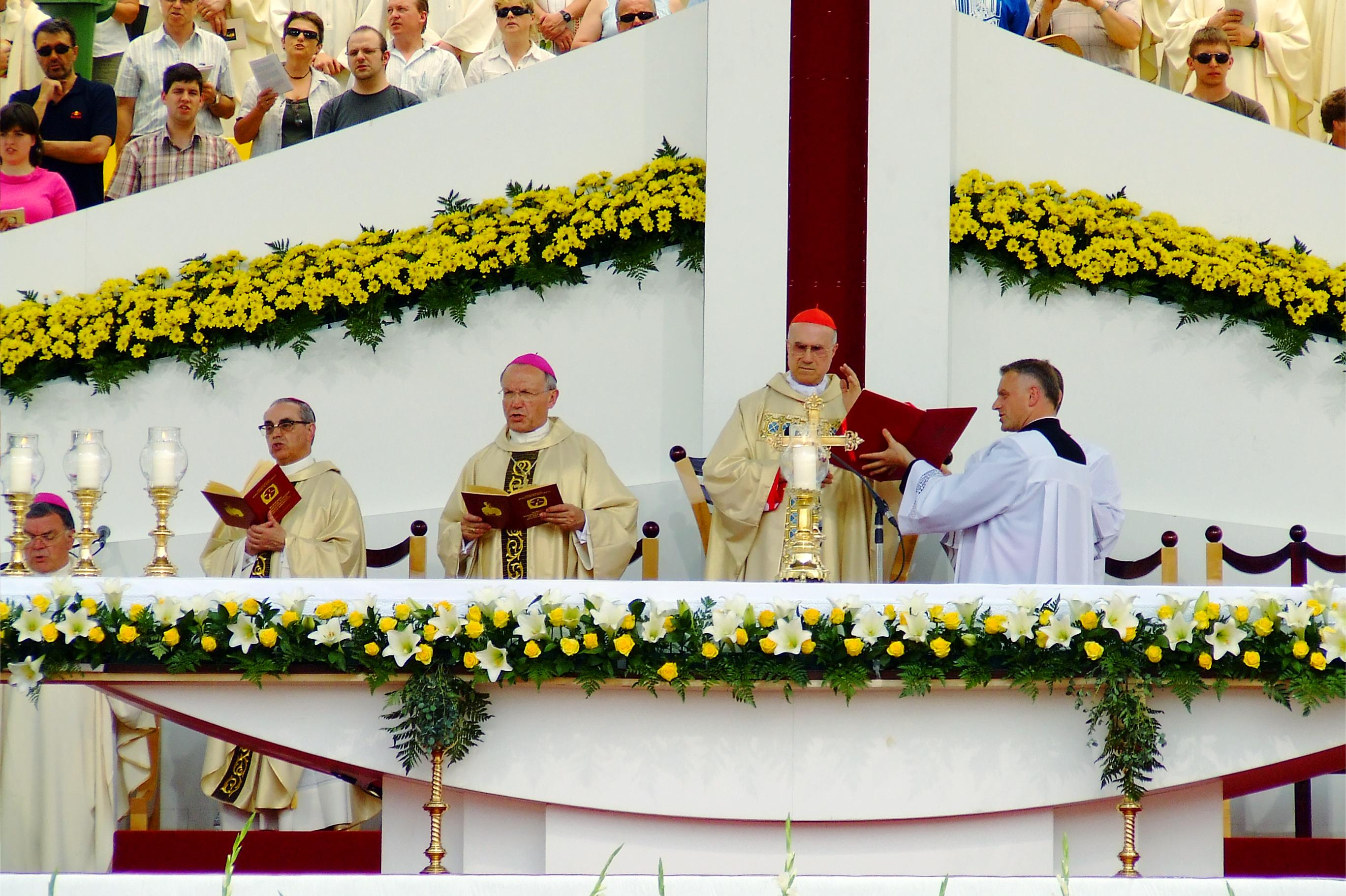
Celje 2010

Lojze Grozde era un excelente estudiante y un apóstol de la Eucaristía.

## Libros
- Mali, G.: Duhovni koledarček 1944. - Ljubljana, Knjižice, 1943.
- Strle, A.: Slovenski mučenec Lojze Grozde. - Ljubljana: Knjižice, 1991.
- Strle, A.; Pleško, T.: Osmošolec iz Vodal. - Ljubljana: Družina, 2001.
- Palme mučeništva. - Celje: Mohorjeva družba, 1995.
- Bog blagoslovi predrago Slovenijo. - Ljubljana: Družina, 1996.
- Slana, M.: Slovenski sij svetosti. - Maribor: Slomškova založba, 2001.
- Dragar, M.: Zvest križanemu. - Ljubljana: Dragar, 2010.